# Teodoro I da Arménia
Teodoro I da Arménia(PE) ou Armênia,(PB) Թորոս Ա em arménio, Toros por transliteração (morto em 17 de Fevereiro de 1129) foi príncipe arménio da Cilícia de 1102 até à sua morte. Filho e sucessor de Constantino I da Arménia, foi o terceiro soberano deste domínio pertencente à dinastia dos rubênidas (descendentes de Ruben I).
Ao suceder ao seu pai, Teodoro tomou o título de Príncipe das Montanhas (Princeps de montibus), de modo a indicar a sua independência e controlo das montanhas da Cilícia. Para salvar a face, o imperador bizantino Aleixo I Comneno atribuiu-lhe o título de curopalata. No entanto, isto não o impediu de expandir os seus domínios para o sul e ocupar territórios bizantinos.
Teodoro continuou e ampliou as alianças formadas pelo seu pai com os novos estados cruzados do Levante. Com o auxílio destes aliados, particularmente de Tancredo da Galileia enquanto regente do Principado de Antioquia derrotou os turcos seljúcidas em Maraş em 1107, e as forças do Império Bizantino em Anazarbo em 1108. Estas vitórias serviram para expandir o principado arménio até às cidades de Anazarbo e Sis. Em 1111 vingou a morte do rei Cacício II da Arménia pelos três irmãos governadores bizantinos de Cízistra, o mais velho destes sendo o seu sogro.
Apesar de incursões periódicas dos seljúcidas, Teodoro conseguiu consolidar o crescimento do principado. Príncipe piedoso, foi erigindo igrejas e mosteiros à medida que os seus domínios aumentavam. Morreu a 17 de Fevereiro de 1129 e foi sepultado em Trazarg. A morte do seu filho mais Oshin precedeu a sua, pelo que foi sucedido pelo seu filho mais novo, Constantino.

## Casamentos e descendência
Desconhece-se o nome da esposa de Teodoro I, mas deste casamento nasceram:
- Oshin, sucessor pretendido até à sua morte
- Constantino II da Arménia, devido à morte prematura do irmão foi o sucessor do pai na liderança do Principado Arménio da Cilícia